# 西湖郡
西湖郡（越南语：／）是越南首都河內市下轄的一個郡。總面積24平方公里，2018年總人口168300人。西湖郡得名於境內的西湖。

## 地理
西湖郡东接龙编郡，西接北慈廉郡，南接巴亭郡和纸桥郡，北接东英县。

## 历史
1995年10月28日，以巴亭郡柚坊、瑞圭坊、安阜坊3坊和慈廉县四联社、日新社、广安社、春罗社、富上社5社析置西湖郡；四联社改制为四联坊，日新社改制为日新坊，广安社改制为广安坊，春罗社改制为春罗坊，富上社改制为富上坊。

## 行政區劃
西湖郡下辖8坊，郡人民委员会位于春罗坊。
- 柚坊（Phường Bưởi）
- 日新坊（Phường Nhật Tân）
- 富上坊（Phường Phú Thượng）
- 廣安坊（Phường Quảng An）
- 瑞圭坊（Phường Thụy Khuê）
- 四联坊（Phường Tứ Liên）
- 春羅坊（Phường Xuân La）
- 安阜坊（Phường Yên Phụ）

## 外部連結
- 西湖郡电子信息门户网站 （页面存档备份，存于）（越南文）